# Bedeschini
I Bedeschini furono una famiglia di artisti che operò in Abruzzo tra il Cinquecento ed il Seicento. 

## Storia
Originaria dell'Italia settentrionale — piemontese secondo alcune fonti, piacentina secondo altre — la famiglia si trasferì all'Aquila grazie al pittore Giulio Cesare Bedeschini che giunse nel capoluogo abruzzese intorno al 1583, insieme al fratello Giovanni Battista, in concomitanza dell'arrivo di Margherita d'Austria. I due si trasferirono poi per un breve periodo a Roma, all'inizio del Seicento, dove furono allievi del Cingoli e maturarono artisticamente seppur con esiti differenti; tornati in Abruzzo, infatti, Giulio Cesare ebbe infatti una discreta carriera pittorica mentre Giovanni Battista si limitò a collaborare con lui, occupandosi anche di musica.

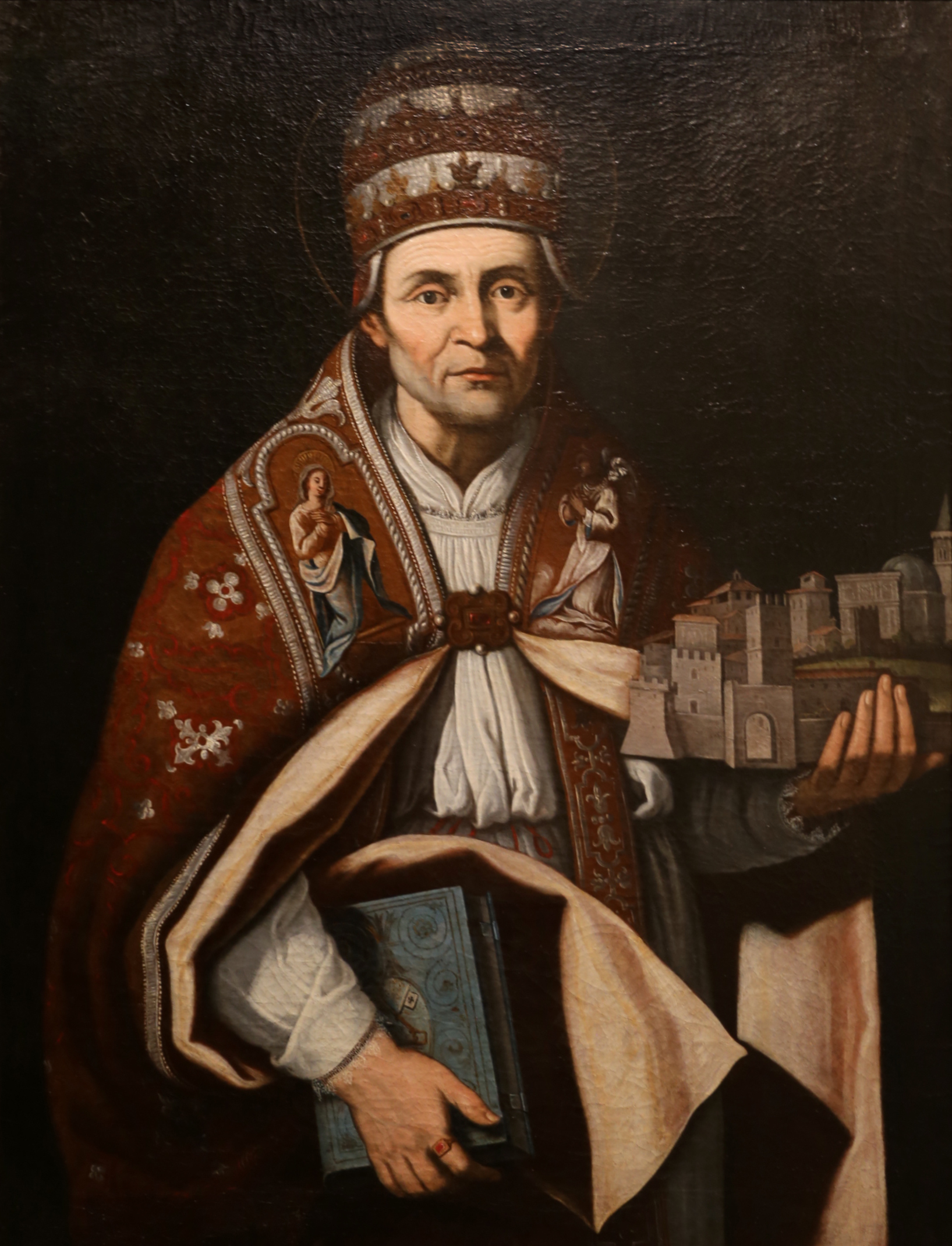
San Pietro Celestino (1613) di Giulio Cesare Bedeschini, Museo nazionale d'Abruzzo, L'Aquila

Dalla seconda metà del XVII secolo fa la sua comparsa il figlio di Giulio Cesare, Francesco Bedeschini, che fu pittore, incisore ed architetto operando in numerosi edifici pubblici aquilani, tra cui il teatro San Salvatore, oggi scomparso, il Palazzo Margherita e la basilica di San Bernardino. Anche il figlio di Francesco e nipote di Giulio Cesare, Carlo Antonio (o Carlantonio) Bedeschini, fu pittore oltre che sacerdote; a lui sono attribuiti due dipinti raffiguranti il nonno Giulio Cesare ed il padre Francesco posti sopra l'altare della chiesa di San Pietro a Coppito.